# Prince Albert Peninsula
Prince Albert Peninsula är en halvö i Kanada.   Den ligger i territoriet Northwest Territories, i den norra delen av landet, 3 700 km nordväst om huvudstaden Ottawa.
Trakten runt Prince Albert Peninsula består i huvudsak av gräsmarker. Trakten runt Prince Albert Peninsula är nära nog obefolkad, med mindre än två invånare per kvadratkilometer.